# Kyselina heptadekanová
Kyselina heptadekanová, též nazývaná kyselina margarová, je nasycená mastná kyselina se vzorcem CH3(CH2)15COOH. Vyskytuje se v mléčném tuku hlodavců a ojediněle i v jiných tucích, ovšem v žádném z nich není přítomna ve větších koncentracích. Soli a estery této kyseliny se nazývají heptadekanoáty.

## Původ názvu „margarová“ a margarin
Jako „kyselinu margarovou“ původně pojmenoval roku 1813 Michel Eugène Chevreul látku, která krystalizovala v podobě perliček, podle varianty řeckého slova pro perlu – margaron. Chevreul pak objevil také kyselinu stearovou a z obou názvů bylo odvozeno označení pro voskovité látky margarin a stearin, uvedené např. ještě v románu Tajuplný ostrov (1875). 
Už v polovině 19. století se zjistilo, že domnělá kyselina margarová je směs kyseliny stearové a palmitové . Voskovitá látka se později (většinou bez ohledu na podíl palmitové kyseliny) označuje jako stearin.
Uvolněný název „margarová kyselina“ byl pak druhotně použit pro kyselinu heptadekanovou, která má podobnou molární hmotnost. Název „margarin“ pak byl roku 1869 recyklován jako název pro náhražku másla.